# محوطه قشلاق
محوطه قشلاق مربوط به سده‌های اولیه دوران‌های تاریخی پس از اسلام است و در شهرستان نهاوند، بخش مرکزی، دهستان گاماسیاب، جنوب روستای قشلاق واقع شده و این اثر در تاریخ ۲۶ اسفند ۱۳۸۷ با شمارهٔ ثبت ۲۶۱۵۷ به‌عنوان یکی از آثار ملی ایران به ثبت رسیده است.